# Chondracanthus pusillus
Chondracanthus pusillus är en kräftdjursart som beskrevs av Zbigniew Kabata 1968. Chondracanthus pusillus ingår i släktet Chondracanthus och familjen Chondracanthidae. Inga underarter finns listade i Catalogue of Life.